# Scinax trapicheiroi
Scinax trapicheiroi är en groddjursart som först beskrevs av A. Lutz och B. Lutz in Lutz 1954.  Scinax trapicheiroi ingår i släktet Scinax och familjen lövgrodor. IUCN kategoriserar arten globalt som nära hotad. Inga underarter finns listade i Catalogue of Life.